# Захисник (серіал)
«Захисник» (тур. Hakan: Muhafız, англ. The Protector) — турецький драматичний, фантастичний, екшн і науково-фантастичний інтернет-серіал 2018-2020 рр. про супергероїв, створений Netflix.
Захисник — перший оригінальний серіал Netflix, знятий у Туреччині.
Перший сезон, що складається з 10 епізодів, вийшов 14 грудня 2018 року, другий сезон із 8 епізодів — 26 квітня 2019 року, третій сезон із 7 серій — 6 березня 2020 року, а четвертий і останній — 9 липня 2020 року.

## Сюжет
Простий хлопець Хакан дізнається, що його місія — оберігати Стамбул. Він не збирався ставати героєм, але коли дізнається, що місто може бути зруйноване деякими безсмертними з минулого, то у хлопця не залишається іншого вибору.

## Актори і ролі[2]
| №  | Актор            | Роль         |
| -- | ---------------- | ------------ |
| 1  | Чагатай Улусой   | Хакан Демір  |
| 2  | Хазар Ергючлю    | Зейнеп Ерман |
| 3  | Окан Ялабик      | Фейсал Ердем |
| 4  | Бурчин Терзіоглу | Руя          |
| 5  | Айча Айшин Туран | Лейла Санчак |
| 6  | Фунда Еригіт     | Нісан        |
| 7  | Біге Онал        | Беррін       |
| 8  | Боран Кузум      | Охан         |
| 9  | Енгін Озтюрк     | Левент       |
| 10 | Танер Ольмез     | Бурак        |

## Епізоди
| Сезон | Серії | Прем'єра       |
| ----- | ----- | -------------- |
| 1     | 10    | 14 грудня 2018 |
| 2     | 8     | 26 квітня 2019 |
| 3     | 7     | 6 березня 2020 |
| 4     | 7     | 9 липня 2020   |